# Bilanciere (orologeria)

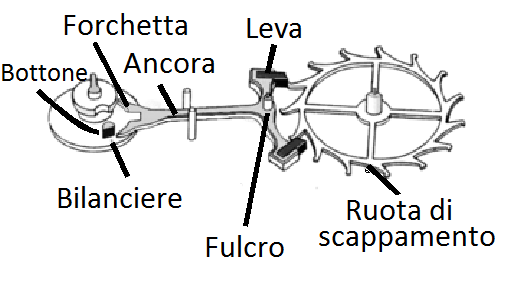
Il bilanciere (la ruota che si vede sulla sinistra) oscilla grazie a una molla a spirale (non visibile in figura). A causa dell'attrito, il bilanciere si fermerebbe dopo qualche oscillazione; con la sua forchetta, l'ancora spinge il bottone del bilanciere sia all'andata che al ritorno dell'oscillazione, reintegrando esattamente l'energia persa per attrito dalla ruota. Infatti, proprio nel momento in cui il bottone del bilanciere nel suo movimento oscillatorio si porta in corrispondenza dei due rebbi della forchetta, la ruota di scappamento spinge, tra le due, la leva appropriata facendo ruotare la forchetta che a sua volta spinge il bottone accompagnandone il movimento e reintegrando l'energia persa per attrito.
Nella situazione in figura, quando il bottone si muoverà in senso antiorario e transiterà in corrispondenza della forchetta, si verificherà la spinta della ruota di scappamento sulla leva in basso che farà muovere la forchetta in alto con conseguente spinta sul bottone in transito.

In orologeria, un bilanciere è un dispositivo utilizzato negli orologi meccanici dal funzionamento analogo a quello espletato dal pendolo negli orologi a pendolo.
È una ruota che oscilla avanti e indietro in modo calibrato grazie a una molla a spirale che lo attira continuamente verso la posizione di equilibrio. Il bilanciere, a causa dell'attrito, tenderebbe a smorzare il suo movimento e a fermarsi nella posizione di equilibrio se non fosse per lo scappamento, dispositivo meccanico che, tramite impulsi, lo rifornisce continuamente della esatta quantità di energia persa per attrito, attingendola dal treno motore degli ingranaggi.
Ogni oscillazione della ruota, contraddistinta dal classico tic, comanda l'avanzamento del treno degli ingranaggi di una quantità prefissata in un prefissato intervallo di tempo e, solidalmente agli ingranaggi stessi, quello delle varie lancette dell'orologio.
Il sistema formato da ruota più molla costituisce un oscillatore armonico che oscilla alla frequenza di risonanza determinata dalla massa della ruota, in particolare dal suo momento di inerzia, e dalla costante elastica della molla; l'utilizzo universale di tale meccanismo ha permesso di cadenzare gli orologi meccanici fino ai giorni nostri.
Dalla sua invenzione risalente al XIV secolo fino all'avvento negli anni '60 del secolo scorso dell'orologio al quarzo, tutti i dispositivi portatili di misura del tempo hanno in pratica utilizzato una qualche forma di bilanciere.

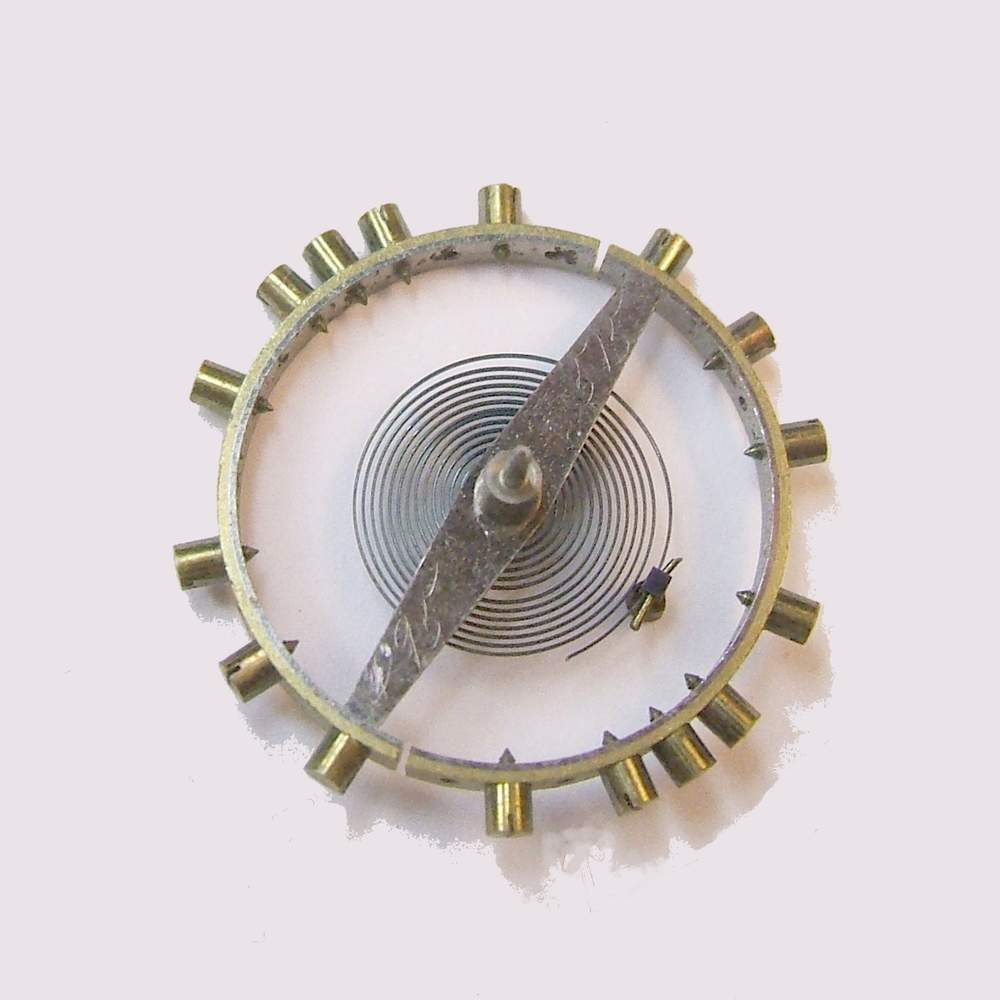
Bilanciere con molla di richiamo.

Veduta dall'alto del sistema bilanciere-scappamento.